# Neobisium juberthiei
Neobisium juberthiei är en spindeldjursart som beskrevs av Jacqueline Heurtault 1986. Neobisium juberthiei ingår i släktet Neobisium och familjen helplåtklokrypare. Inga underarter finns listade i Catalogue of Life.